# Classement FICP 1986
Navigation
Édition précédente Édition suivante
Le classement FICP 1986 est la classement établit par la Fédération internationale du cyclisme professionnel (FICP) pour désigner le meilleur cycliste sur route professionnel de la saison 1986. L'Irlandais Sean Kelly remporte le classement pour la troisième fois de suite après ses victoires dans les classements FICP 1984 puis 1985.

## Classement
| Pos | Coureur            | Points  |
| --- | ------------------ | ------- |
| 1   | Sean Kelly         | 1473,50 |
| 2   | Greg LeMond        | 864,75  |
| 3   | Adrie van der Poel | 554,25  |
| 4   | Claude Criquielion | 553,75  |
| 5   | Phil Anderson      | 483,50  |
| 6   | Bernard Hinault    | 467,75  |